# Suore francescane missionarie di Maria Ausiliatrice

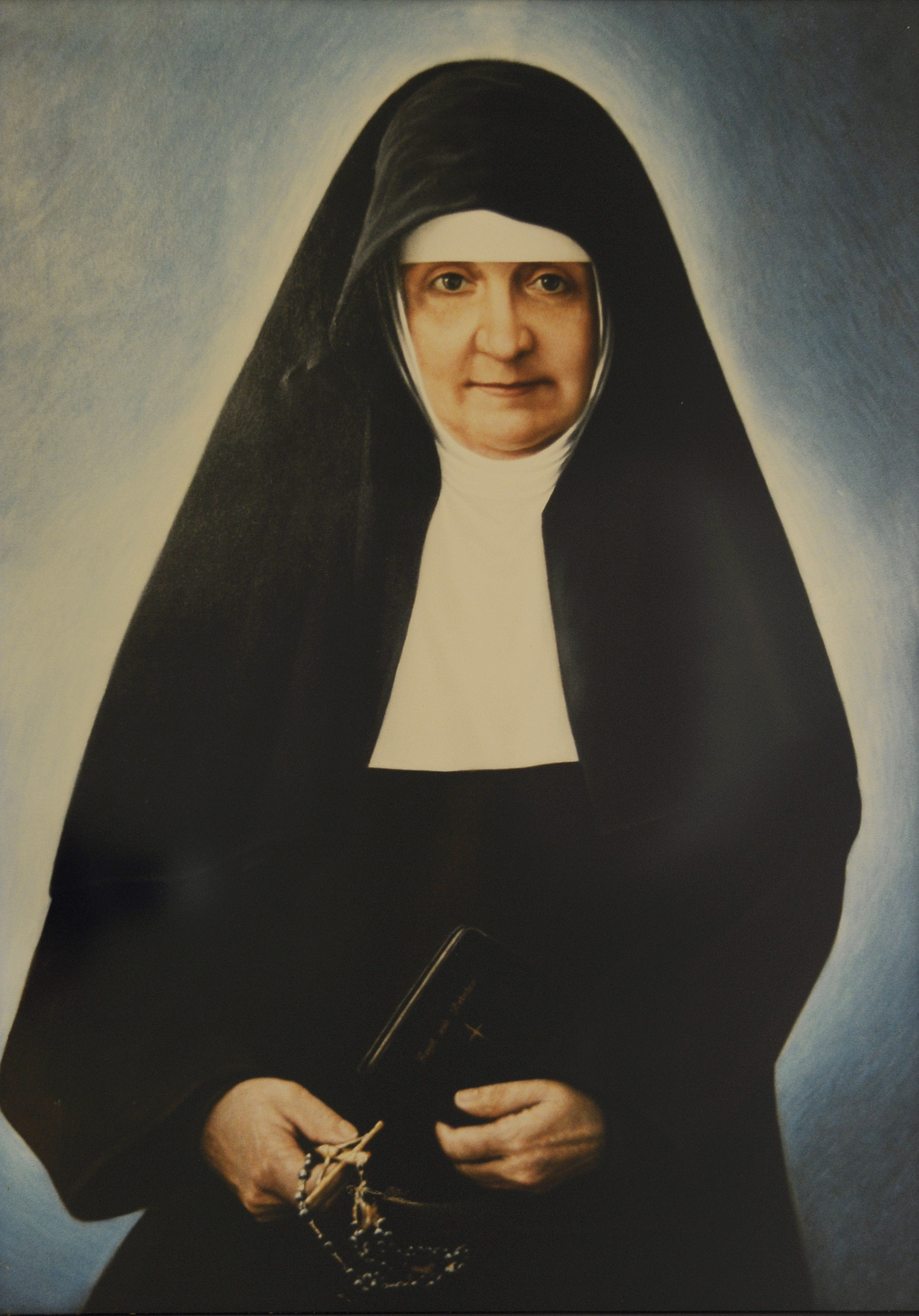
Maria Bernarda Bütler, fondatrice della congregazione

Le Suore Francescane Missionarie di Maria Ausiliatrice (in spagnolo Hermanas Franciscanas Misioneras de María Auxiliadora) sono un istituto religioso femminile di diritto pontificio: i membri di questa congregazione pospongono al loro nome la sigla O.S.F.

## Storia
Il 19 giugno 1888 un gruppo di sette cappuccine svizzere guidate da Maria Bernarda Bütler (1848-1924) lasciò il convento di Maria Hilf di Altstätten e partì per l'Ecuador, dove si mise a disposizione del vescovo lazzarista di Portoviejo Peter Schumacher. Le suore stabilirono la loro sede a Chone, dove iniziarono a collaborare all'apostolato missionario del clero, e nel 1895 furono costrette a trasferirsi in Colombia.
Essendosi specializzate nell'attività missionaria, nel 1904 le suore si resero autonome dalla casa madre e fondarono un nuovo noviziato a Gaißau, in Austria. La congregazione, ormai indipendente, venne aggregata all'Ordine dei Frati Minori Cappuccini il 26 giugno 1905.
Le loro costituzioni vennero approvate dall'arcivescovo di Cartagena il 12 gennaio 1912 e dalla Santa Sede il 30 aprile 1929 (definitivamente il 5 luglio 1938).
La fondatrice è stata canonizzata da papa Benedetto XVI il 12 ottobre 2008.

## Attività e diffusione
Le Francescane Missionarie di Maria Ausiliatrice seguono la regola del Terzo Ordine Regolare di San Francesco: si dedicano a varie opere di assistenza ai poveri, agli anziani e agli ammalati e all'istruzione ed educazione cristiana della gioventù.
Sono presenti in Africa (Ciad e Mali), in America Latina (Bolivia, Brasile, Colombia, Cuba, Ecuador, Perù, Venezuela) e in Europa (Austria e Svizzera): la sede generalizia è a Bogotà.
Al 31 dicembre 2005 l'istituto contava 788 religiose in 125 case.